# Liste der Außenminister Ägyptens
Das Amt des ägyptischen Außenministers wurde im 19. Jahrhundert von Muhammad Ali Pascha als Dīwān eingeführt. Diese Liste berücksichtigt die Minister von 1826 bis zur Jetztzeit.
| Amtszeit              | Außenminister                                           | Herrscher/Präsident                            |
| --------------------- | ------------------------------------------------------- | ---------------------------------------------- |
| 1826–1844             | Boghos Bey Yusufian                                     | Muhammad Ali Pascha                            |
| 1844–1850             | Artin Bey Schokri                                       | Muhammad Ali Pascha                            |
| 1850–1858             | Estefan Bey Rasmy                                       | Abbas I.                                       |
| 1858–1879             | Nubar Pascha                                            | Muhammad Said                                  |
| 1879                  | Ali Zou al-Fakkar Pascha                                | Tawfiq                                         |
| 1879                  | Muhammad Scharif Pascha                                 | Tawfiq                                         |
| 1879–1882             | Mustafa Fahmi Pascha                                    | Tawfiq                                         |
| 1882                  | Raghib Pascha                                           | Tawfiq                                         |
| 1882–1884             | Muhammad Scharif Pascha                                 | Tawfiq                                         |
| 1884–1888             | Nubar Pascha                                            | Tawfiq                                         |
| 1888–1891             | Ali Zou al-Fakkar Pascha                                | Tawfiq                                         |
| 1891–1894             | Tekran Pascha                                           | Tawfiq                                         |
| 1894–1910             | Boutros Ghali                                           | Abbas II.                                      |
| 1910–1912             | Hussein Ruschdi Pascha                                  | Abbas II.                                      |
| 1912–1914             | Youssef Wahba                                           | Abbas II.                                      |
| 1914                  | Adli Yakan Pascha                                       | Hussein Kamil                                  |
| 1922                  | Abdel Chaliq Sarwat Pascha                              | Fu'ād I.                                       |
| 1922–1923             | Mahmud Fachri Pascha                                    | Fu'ād I.                                       |
| 1923                  | Ahmed Heschmat Pascha                                   | Fu'ād I.                                       |
| 1923–1924             | Mohamed Tawfik Refaat Pascha                            | Fu'ād I.                                       |
| 1924                  | Wasef Boutros Ghali Afendy                              | Fu'ād I.                                       |
| 1924–1926             | Ahmed Ziwar Pascha                                      | Fu'ād I.                                       |
| 1926–1927             | Abdel Chaliq Sarwat Pascha                              | Fu'ād I.                                       |
| 1927–1928             | Murkos Hanna Pascha                                     | Fu'ād I.                                       |
| 1928                  | Wasef Boutros Ghali Pascha                              | Fu'ād I.                                       |
| 1928–1929             | Hafez Afifi Bey                                         | Fu'ād I.                                       |
| 1929–1930             | Ahmad Midhat Yeghen Pascha                              | Fu'ād I.                                       |
| 1930                  | Wasif Boutros-Ghali                                     | Fu'ād I.                                       |
| 1930                  | Hafez Afifi Pascha                                      | Fu'ād I.                                       |
| 1930–1933             | Abdel Fattah Yahya Pascha                               | Fu'ād I.                                       |
| 1933                  | Nachla George al-Motyei Pascha                          | Fu'ād I.                                       |
| 1933                  | Salib Sami Bey                                          | Fu'ād I.                                       |
| 1933–1934             | Abdel Fattah Yahya Pascha                               | Fu'ād I.                                       |
| 1934–1935             | Kamel Ibrahim Bey                                       | Fu'ād I.                                       |
| 1935–1936             | Aziz Ezzat Pascha                                       | Fu'ād I.                                       |
| 1936                  | Ali Maher Pascha                                        | Faruq                                          |
| 1936–1937             | Wasif Boutros-Ghali                                     | Faruq                                          |
| 1937–1939             | Abdel Fattah Yahya Pascha                               | Faruq                                          |
| 1939–1940             | Ali Maher Pascha                                        | Faruq                                          |
| 1940                  | Hassan Sabry Pascha                                     | Faruq                                          |
| 1940–1941             | Hussein Sirri Pascha                                    | Faruq                                          |
| 1941–1942             | Salib Sami Bey                                          | Faruq                                          |
| 1942–1944             | Mustafa an-Nahhas Pascha                                | Faruq                                          |
| 1944–1945             | Mahmud an-Nukraschi Pascha                              | Faruq                                          |
| 1945–1946             | Abdul Hamid Badawi                                      | Faruq                                          |
| 1946                  | Ahmed Lotfi al-Sayed Pascha                             | Faruq                                          |
| 1946                  | Ibrahim Abdel Hadi Pascha                               | Faruq                                          |
| 1946–1947             | Mahmud an-Nukraschi Pascha                              | Faruq                                          |
| 1947–1948             | Ahmed Mohamed Chaschaba Pascha                          | Faruq                                          |
| 1948–1949             | Ibrahim Dessouqy Abaza Pascha                           | Faruq                                          |
| 1949                  | Ahmed Mohamed Chaschaba Pascha                          | Faruq                                          |
| 1949–1950             | Hussein Sirri Pascha                                    | Faruq                                          |
| 1950–1952             | Muhammad Salah al-Din Bey                               | Faruq                                          |
| 1952                  | Ali Maher Pascha                                        | Fu'ād II.                                      |
| 1952                  | Abdel Chaliq Hassuna                                    | Fu'ād II.                                      |
| 1952                  | Hussein Sirri Pascha                                    | Fu'ād II.                                      |
| 1952                  | Abdel Chaliq Hassuna                                    | Fu'ād II.                                      |
| 1952                  | Ali Maher Pascha                                        | Fu'ād II.                                      |
| 1952                  | Ahmed Mohamed Farag Tayei                               | Fu'ād II.                                      |
| 1952–1964             | Mahmud Fauzi                                            | Fu'ād II./Muhammad Nagib/Gamal Abdel Nasser    |
| 1964–1972             | Mahmoud Riad                                            | Gamal Abdel Nasser                             |
| 1972                  | Murad Ghalib                                            | Anwar as-Sadat                                 |
| 1972–1973             | Muhammad Hassan al-Zayyat                               | Anwar as-Sadat                                 |
| 1973–1977             | Ismail Fahmi                                            | Anwar as-Sadat                                 |
| 1977                  | Boutros Boutros-Ghali (geschäftsführender Vizeminister) | Anwar as-Sadat                                 |
| 1977–1978             | Muhammad Ibrāhīm Kāmil                                  | Anwar as-Sadat                                 |
| 1978–1979             | Boutros Boutros-Ghali (geschäftsführender Vizeminister) | Anwar as-Sadat                                 |
| 1979–1980             | Mustafa Chalil                                          | Anwar as-Sadat                                 |
| 1980–1984             | Kamal Hasan Ali                                         | Anwar as-Sadat                                 |
| 1984–1991             | Ahmed Asmat Abdel-Meguid                                | Husni Mubarak                                  |
| 1991–2001             | Amr Musa                                                | Husni Mubarak                                  |
| 2001–2004             | Ahmed Maher                                             | Husni Mubarak                                  |
| 2004–2011             | Ahmed Aboul Gheit                                       | Husni Mubarak                                  |
| März 2011 – Juni 2011 | Nabil Elaraby                                           | Mohammed Hussein Tantawi, Militärübergangszeit |
| Juni 2011 – Juli 2013 | Mohamed Kamel Amr                                       | Mohammed Mursi                                 |
| Juli 2013 – Juni 2014 | Nabil Fahmy                                             | Adli Mansur, Übergangspräsident                |
| Juni 2014 – Juli 2024 | Sameh Schukri                                           | Abd al-Fattah as-Sisi                          |
| Juli 2024 – heute     | Badr Abdelatty                                          | Abd al-Fattah as-Sisi                          |